# Fredrik Christoffer von Rühl
Fredrik Christoffer von Rühl, född 1665 i Mecklenburg, död före 1735, var en svensk militär.
Fredrik Christoffer von Rühl var officer vid Bidals kretsbataljon och blev kapten vid Pommerska infanteriregementet 1696. Han tog avsked 1706 och var därefter amtman i Wolgast. Rühl blev 1711 överstelöjtnant vid Stettinska lantmilisregementet, och var överste och chef för regementet 1715 men blev kort därefter krigsfånge till 1718. År 1719 erhöll han avsked från sin militärtjänst.